# Tetranchyroderma psilotopum
Tetranchyroderma psilotopum är en djurart som tillhör fylumet bukhårsdjur, och som beskrevs av Hummon, Todaro, Tongiorgi och Francesco Balsamo 1998. Tetranchyroderma psilotopum ingår i släktet Tetranchyroderma och familjen Thaumastodermatidae. Inga underarter finns listade i Catalogue of Life.